# 기타나카고미역
기타나카고미역(일본어: 北中込駅)은 일본 나가노현 사쿠시에 위치한 동일본 여객철도 고우미 선의 철도역이다. 단선 승강장 1면 1선의 구조를 갖춘 지상역이다.

## 이용 현황
- 2010년도 : 260명
- 2011년도 : 282명

## 역 주변
- 사쿠 시청
- 사쿠 시 공업단지
- 지구 환경 학교
- 호텔 골든센츄리

## 역사
- 1915년 8월 8일 : 사쿠 철도 고모로 - 고우미 간의 개통과 동시에, 구보 정류소로서 개업. 여객 영업만.
- 1934년 9월 1일 : 사쿠 철도의 국유화에 의해, 국철의 구보역으로 함.
- 1944년 3월 1일 : 기타나카고미역으로 개칭.
- 1981년 1월 20일 : 화물 취급 폐지.
- 1987년 4월 1일 : 일본국유철도 분할 민영화에 의해, 동일본 여객철도가 승계.

## 인접 역
| 동일본 여객철도 고우미 선 | 동일본 여객철도 고우미 선 | 동일본 여객철도 고우미 선 |
| ------------------------- | ------------------------- | ------------------------- |
| 나메즈 고부치자와 방면    | 고우미 선                 | 이와무라다 고모로 방면    |